# 魚の駅生地

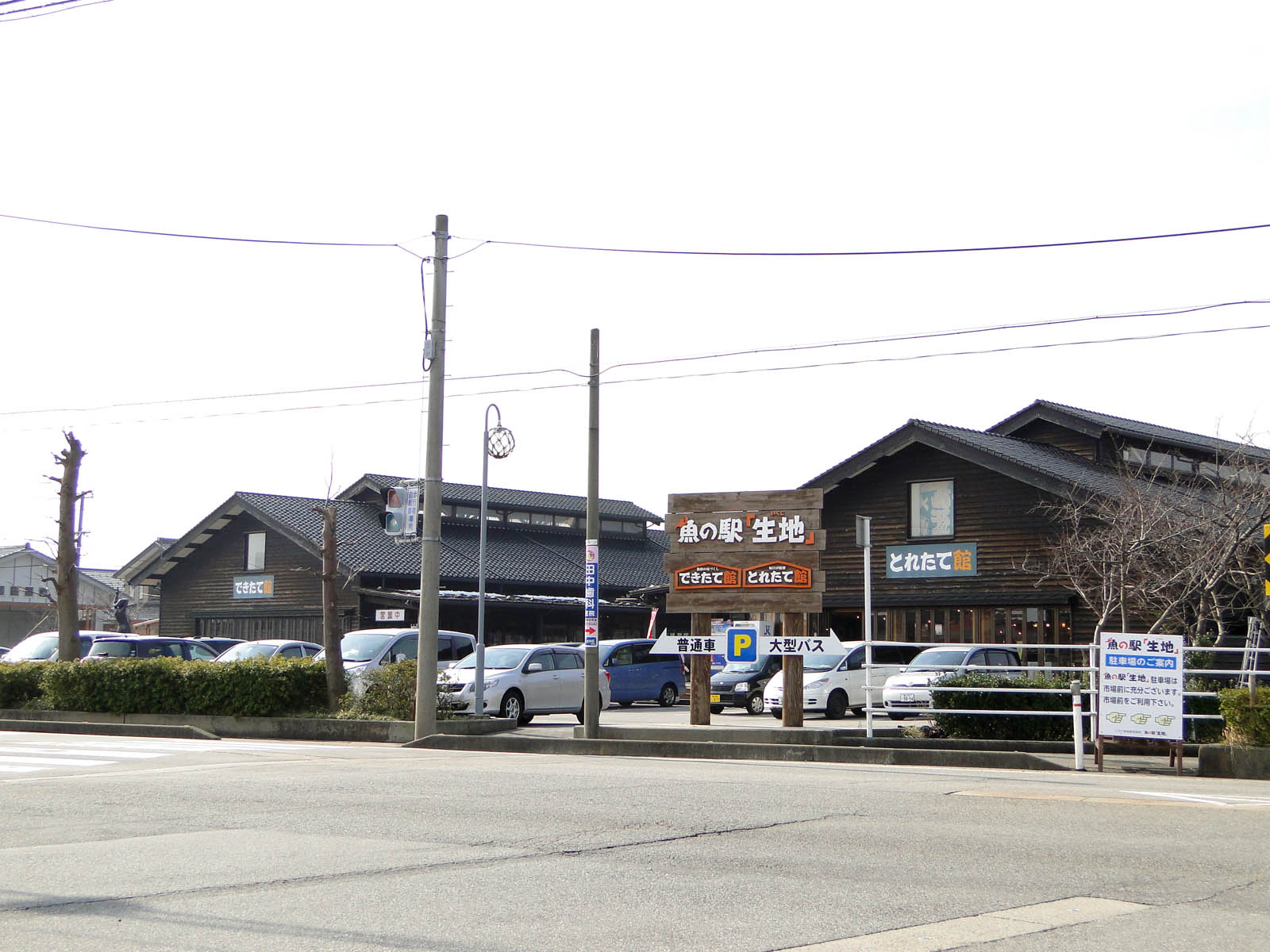
魚の駅生地

魚の駅生地（さかなのえきいくじ）は、富山県黒部市生地中区365（黒部漁港の近く）にあるドライブイン。くろべ漁業協同組合が直営している。

## 施設
「とれたて館」と「できたて館」に分けられる。
- とれたて館
直販棟。黒部漁港でとれた新鮮な鮮魚をメインに生地の塩物（いくじのしおもん）や海産物加工品、地酒、地域の土産物などを販売。鮮魚などの地方発送も行っている。
- できたて館
レストラン棟。海鮮丼などのメニューの他に干物を自分で焼いて食べることもできる。

## データ
- 所在地　黒部市生地中区265
- 開業日　2004年10月16日[1]
- 営業時間
とれたて館 9:00 - 18:00（毎月第3日曜のみ8:00 - 18:00）
できたて館 11:00 - 22:00
- 営業日：無休（元旦と臨時休業を除く）
- 駐車場：100台（無料）
  - 隣接する生地コミュニティセンター駐車場、黒部漁港駐車場ともに利用可。

## 沿革
- 2004年10月16日 - オープン[1]。
- 2024年10月10日 - 開業20周年を記念して、タイの形のモニュメント（かつて地元の祭りで使用されていた張り子をリニューアル。高さ3 m、幅5 mの和紙製）を設置[2]。

## 交通アクセス
- 鉄道

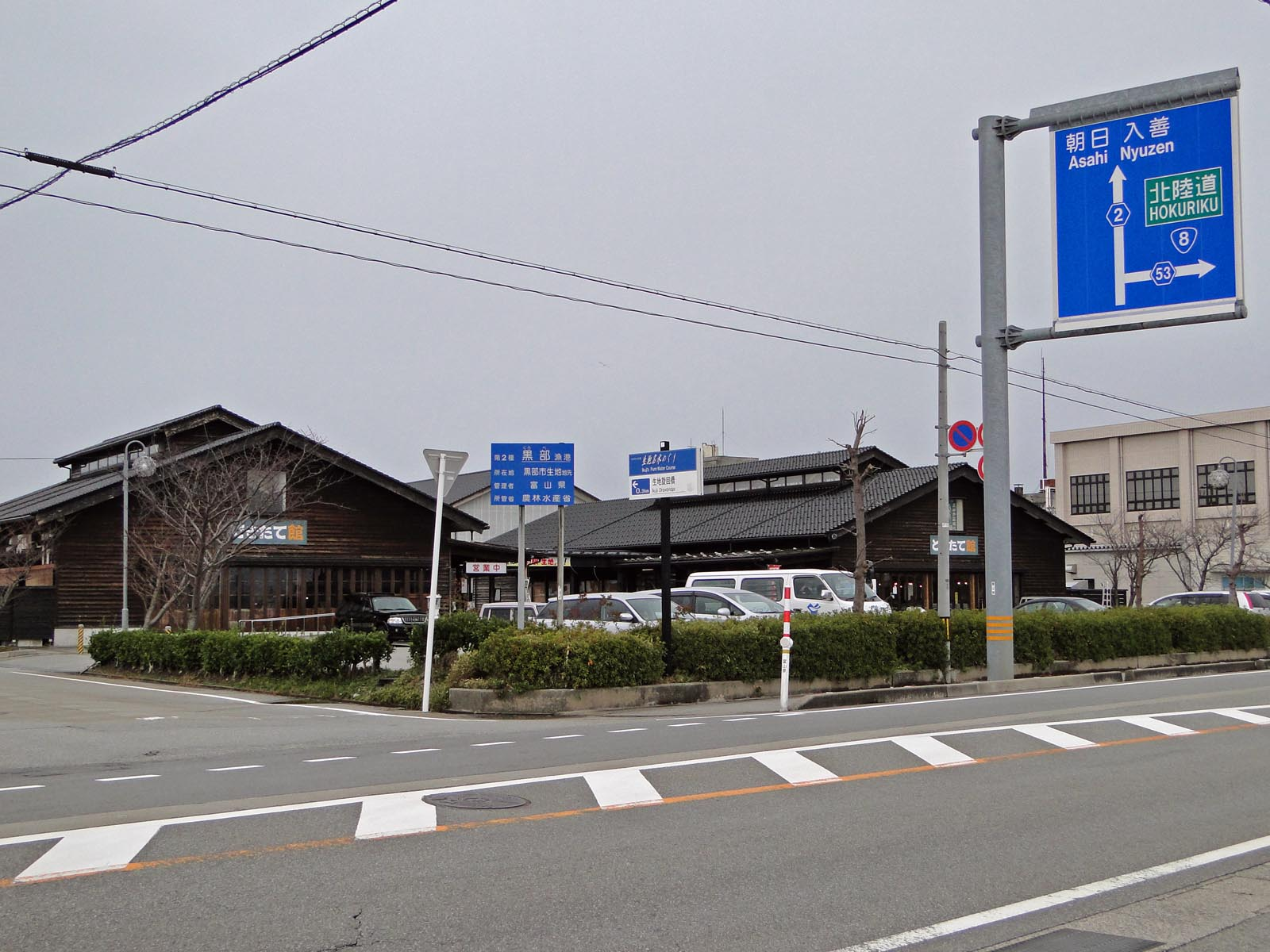
魚の駅生地 周辺道路

  - あいの風とやま鉄道線生地駅より2km強。徒歩約30分ほど。
- 富山地方鉄道のバス停がある。電鉄黒部駅からバスで15分ほど。
- 道路
  - 北陸自動車道黒部ICから車で約15分。

## 周辺
- 生地中橋
- 生地鼻灯台
- 黒部漁港
- 生地温泉